# Zarzeczany (rejon wołkowyski)
Zarzeczany (biał. Зарачаны; ros. Заречаны) – wieś na Białorusi, w obwodzie grodzieńskim, w rejonie wołkowyskim, w sielsowiecie Roś.
W dwudziestoleciu międzywojennym leżały w Polsce, w województwie białostockim, w powiecie wołkowyskim, w gminie Roś. 16 października 1933 utworzono gromadę Zarzeczany I w gminie Roś, obejmującą wsie Rybaki i Mielniki. Po II wojnie światowej weszła w struktury ZSRR.